# Paul Aguilar
Paul Nicolás Aguilar Rojas (6 de marzo de 1986, Concordia, Sinaloa, México) es un exfutbolista mexicano, jugaba como lateral derecho y su último equipo fue el FC Juárez de la Liga MX.

## Trayectoria
Inicios y Club de Fútbol Indios
En el año de 1997 se integró las fuerzas básicas del equipo de Concordia Fútbol Club, donde comenzó a tener grandes actuaciones en las divisiones inferiores, y fue visoriado por un agente del Club Pachuca, para que en el año de 1999 se integrará a las Fuerzas Básicas del Pachuca a la edad de 13 años, comenzó destacando en las categorías Sub-15, Sub-17 y Sub-20.
En mayo de 2005, fue enviado a préstamo con el Club de Fútbol Indios, de la Liga de Ascenso, que era filial de Grupo Pachuca con el objetivo de que el jugador adquiera experiencia, para poder estar en la Primera División. Debutó como profesional el 6 de agosto de 2005 con los Indios, en la derrota de 2-1 ante el Irapuato.
Club de Fútbol Pachuca
En junio de 2006, se oficializó su regreso a Pachuca viajando con el primer equipo a la pretemporada, pero sin tener minutos de juegos, fue enviado a Pachuca Juniors, filial del primer equipo de Pachuca.
Debuta en la primera división el 6 de agosto de 2006, contra el equipo de Cruz Azul, donde desde ese entonces tuvo una destacada actuación con el equipo y se convirtió titular indiscutible, donde inclusive le valió un llamado a la Selección Nacional, jugando el mundial de Sudáfrica 2010.
Club América
Al finalizar el Clausura 2011, fue adquirido por el Club América siendo el primer refuerzo de cara al Apertura 2011 la transacción fue de 7 millones de dólares.[actualizar]
El 3 de diciembre de 2020, América anuncia que Paul Aguilar es transferible al no entrar en planes de Miguel Herrera.

## Selección nacional

### Selección absoluta
Recibió su primera convocatoria a la Selección Mexicana el 23 de abril del 2009, de la mano de Javier Aguirre, para enfrentar a El Salvador  y Trinidad y Tobago pero no tuvo minutos de juego.
Volvió a recibir una convocatoria el 22 de septiembre del 2009 para el partido contra Colombia. Juega los 90 minutos y anota un gol en su debut, terminando el encuentro 1-2 a favor de los colombianos. Posteriormente es llamado a jugar contra la Selección de Bolivia el 24 de febrero de 2010, donde anota el último gol que da el triunfo a México con el cual ganó el cotejo por 5-0 frente a los bolivianos.
Fue incluido en la lista de 23 jugadores con la que México participó en el Mundial de 2010. Jugó como titular en la inauguración contra la Selección de Sudáfrica donde México empató 1-1 con la selección anfitriona.
En el partido de repechaje contra Nueva Zelanda rumbo al Mundial de Brasil 2014 anota el primer gol de la goleada del partido de ida jugado en el Azteca y además siendo uno de los protagonistas en ese partido.
El 8 de mayo de 2014, Paul Aguilar fue incluido por el entrenador Miguel Herrera en la lista final de 23 jugadores que representarán a México en la Copa Mundial de 2014.

#### Goles internacionales
| Gol | Fecha                     | Sede                                        | Oponente          | Marcador | Resultado | Competición                                            |
| --- | ------------------------- | ------------------------------------------- | ----------------- | -------- | --------- | ------------------------------------------------------ |
| 1.  | 30 de septiembre del 2009 | Cotton Bowl, Dallas, EE. UU.                | Colombia          | Anotado  | 1-2       | Amistoso                                               |
| 2.  | 25 de febrero del 2010    | Candlestick Park, San Francisco, EE. UU.    | Bolivia           | Anotado  | 5-0       | Amistoso                                               |
| 3.  | 13 de noviembre del 2013  | Estadio Azteca, Ciudad de México, México    | Nueva Zelanda     | Anotado  | 5-1       | Clasificación de Concacaf para la Copa Mundial de 2014 |
| 4.  | 15 de julio del 2015      | Bank of America Stadium, Charlotte, EE. UU. | Trinidad y Tobago | Anotado  | 4-4       | Copa de Oro de la Concacaf 2015                        |
| 5.  | 10 de octubre del 2015    | Rose Bowl, Pasadena, EE. UU.                | Estados Unidos    | Anotado  | 3-2       | Play Off Clasificatorio para Copa Confederaciones 2017 |

### Participaciones en Copas del Mundo
| Mundial              | Sede      | Resultado        | Partidos | Goles |
| -------------------- | --------- | ---------------- | -------- | ----- |
| Copa Mundial de 2010 | Sudáfrica | Octavos de final | 1        | 0     |
| Copa Mundial de 2014 | Brasil    | Octavos de final | 4        | 0     |

| Partidos            | Partidos     | Partidos      | Partidos                 | Partidos                  |
| Fecha               | Rival        | Sede          | Estadio                  | Resultado                 |
| ------------------- | ------------ | ------------- | ------------------------ | ------------------------- |
| 11 de junio de 2010 | Sudáfrica    | Johannesburgo | Soccer City              | Sudáfrica 1 - 1 México    |
| 13 de junio de 2014 | Camerún      | Natal         | Arena das Dunas          | México 1 - 0 Camerún      |
| 17 de junio de 2014 | Brasil       | Fortaleza     | Aderaldo Plácido Castelo | Brasil 0 - 0 México       |
| 23 de junio de 2014 | Croacia      | Recife        | Arena Pernambuco         | Croacia 1 - 3 México      |
| 29 de junio de 2014 | Países Bajos | Fortaleza     | Aderaldo Plácido Castelo | Países Bajos 2 - 1 México |

### Participaciones en Copa América
Lo llamaron como refuerzo a la Selección Mexicana Sub-22 que disputó la Copa América en Argentina que inició el 1 de julio de 2011, jugando los 3 partidos y algunos amistosos.

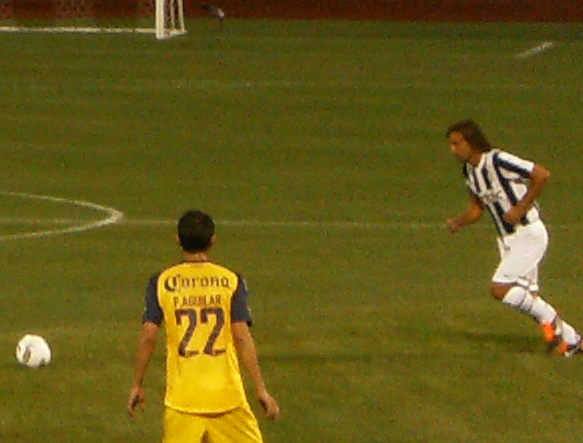
Partido amistoso frente al Juventus en Nueva York

| Copa                    | Sede           | Resultado        |
| ----------------------- | -------------- | ---------------- |
| Copa América 2011       | Argentina      | Primera fase     |
| Copa América Centenario | Estados Unidos | Cuartos de final |

### Participaciones en Copa de Oro de la CONCACAF
| Copa             | Sede           | Resultado |
| ---------------- | -------------- | --------- |
| Copa de Oro 2011 | Estados Unidos | Campeón   |
| Copa de Oro 2015 | Estados Unidos | Campeón   |

## Palmarés

### Campeonatos nacionales
| Título               | Club    | País   | Año  |
| -------------------- | ------- | ------ | ---- |
| Liga MX              | Pachuca | México | 2006 |
| Liga MX              | Pachuca | México | 2007 |
| Liga MX              | América | México | 2013 |
| Liga MX              | América | México | 2014 |
| Liga MX              | América | México | 2018 |
| Copa MX              | América | México | 2019 |
| Campeón de Campeones | América | México | 2019 |

### Campeonatos internacionales
| Título                           | Equipo             | País              | Año  |
| -------------------------------- | ------------------ | ----------------- | ---- |
| Copa Sudamericana                | Pachuca            | Santiago de Chile | 2006 |
| Copa de Campeones de la CONCACAF | Pachuca            | Pachuca de Soto   | 2007 |
| Copa de Campeones de la CONCACAF | Pachuca            | Pachuca de Soto   | 2008 |
| CONCACAF Liga Campeones          | Pachuca            | Pachuca de Soto   | 2010 |
| Copa de Oro de la Concacaf       | Selección Mexicana | Estados Unidos    | 2011 |
| CONCACAF Liga Campeones          | América            | Montreal          | 2015 |
| Copa de Oro de la Concacaf       | Selección Mexicana | Estados Unidos    | 2015 |
| Copa Concacaf                    | Selección Mexicana | Pasadena          | 2015 |
| CONCACAF Liga Campeones          | América            | Ciudad de México  | 2016 |

### Distinciones individuales
| Distinción                             | Año  |
| -------------------------------------- | ---- |
| Once Ideal de la Liga MX Clausura 2015 | 2015 |
| Once Ideal de la Liga MX Apertura 2015 | 2015 |
| Once Ideal de la Liga MX Clausura 2016 | 2016 |